# PSA PF3
PSA PF3 — автомобільна платформа, що випускалася підрозділом PSA Group з 2001 по 2023. PF3 була розроблена інженерами групи PSA Peugeot Citroën для великих і середніх автомобілів з переднім приводом і поперечним розташуванням двигуна.
Першим застосуванням платформи PF3, був Citroën C5 2001 року. PSA PF3 була глобальною платформою середнього розміру, яка використовується в різних моделях Citroën і Peugeot.
З 2013 року PSA почала використовувати нову платформу EMP2 для майбутніх моделей, починаючи з нового Peugeot 308, за винятком співпраці зі своїм партнером Dongfeng для моделей, спеціально розроблених для китайського ринку.
Платформа була знята у 2023 році, коли припинилося виробництво Citroën C6 другого покоління.

## Моделі
Автомобілі побудовані на платформі PF3:
- 2001-2008 Citroën C5 I[2]
- 2004-2010 Peugeot 407
- 2008-2021 Citroën C5 II[3][4]
- 2005-2012 Citroën C6 I
- 2010-2018 Peugeot 508 I[3][4][5]
- 2016-2019 Dongfeng A9[3][4][5]
- 2016-2023 Citroën C6 II[3][4][5]